# Saint-Geniez-ô-Merle
Saint-Geniez-ô-Merle è un comune francese di 117 abitanti situato nel dipartimento della Corrèze nella regione della Nuova Aquitania.

## Società

### Evoluzione demografica
Abitanti censiti